# Крюков Дмитро Миколайович
Дмитро Миколайович Крюков (2 жовтня 1899, село Харитонцево Ярославської губернії, тепер Іллінського району Івановської області, Російська Федерація — 27 листопада 1985, село Ігнатьєвка Московської області, Російська Федерація) — радянський діяч, голова Сахалінського і Тюменського облвиконкомів. Депутат Верховної ради РРФСР 4-го і 5-го скликань. Депутат Верховної ради СРСР 3-го скликання.

## Біографія
Народився в родині селянина-середняка. З 1912 до 1915 року працював ліхтарником і пожежним працівником у місті Ярославлі. З 1915 року — робітник декстриново-паточного заводу в Ростовському повіті, наймит в Юр'ївському повіті Ярославської губернії.
З червня 1919 до грудня 1921 року — в Червоній армії, учасник громадянської війни в Росії. Служив командиром зв'язку бригади РСЧА.
У грудні 1921 року повернувся до рідного села. У 1922—1923 роках — голова Харитонцівської сільської ради. У березні 1923—1924 роках — член і голова виконавчого комітету Карашської волосної ради Ростовського повіту.
З весни 1924 року — член виконавчого комітету і завідувач організаційної частини; заступник голови виконавчого комітету Ростовської повітової ради Ярославської губернії.
Член РКП(б) з 1925 року.
Закінчив перший курс вечірнього відділення Ростовського сільськогосподарського технікуму.
У 1929—1930 роках — директор Шишкінського сільськогосподарського комбінату; директор радгоспу «Батрак» Івановської Промислової області.
У 1931—1932 роках — завідувач сектора тваринництва та інспектор-контролер Головконоплеводу Народного комісаріату землеробства СРСР у Москві.
У квітні 1932—1935 роках — директор Уссурійської Далекосхідної крайової сільськогосподарської дослідної станції луб'яних культур.
У вересні 1935—1937 роках — директор Сахалінської обласної сільськогосподарської дослідної станції в селі Кіровське Сахалінської області.
У 1937 — травні 1940 року — завідувач Сахалінського обласного земельного відділу; голова Сахалінської обласної планової комісії; заступник голови виконавчого комітету Сахалінської обласної ради.
У травні 1940 — 22 жовтня 1944 року — голова виконавчого комітету Сахалінської обласної ради депутатів трудящих.
У жовтні 1944 — вересні 1945 року — заступник голови виконавчого комітету Хабаровської крайової ради депутатів трудящих.
23 вересня 1945 — квітень 1947 року — начальник Цивільного управління Південного Сахаліну та Курильських островів при Військовій Раді 2-го Далекосхідного фронту — начальник Південно-Сахалінського обласного управління з цивільних справ.
У квітні 1947 — 1 березня 1949 року — голова виконавчого комітету Сахалінської обласної ради депутатів трудящих.
У грудні 1948 — січні 1950 року — слухач Курсів перепідготовки при ЦК ВКП(б).
У січні 1950 — січні 1960 року — голова виконавчого комітету Тюменської обласної ради депутатів трудящих.
З січня 1960 року — персональний пенсіонер. У 1961—1962 роках — головний мисливський інспектор виконавчого комітету Тюменської обласної ради депутатів трудящих.
Помер 27 листопада 1985 року в селі Ігнатьєвці Московської області.

## Нагороди
- орден Червоного Прапора (1922)
- два ордени Трудового Червоного Прапора
- орден «Знак Пошани» (1942)
- медаль «За перемогу над Японією»
- медаль «За доблесну працю у Великій Вітчизняній війні 1941—1945 рр.»
- медалі